# Androidens drömmar
Androidens drömmar (Do Androids Dream of Electric Sheep?) är en dystopisk science fiction-roman av den amerikanske författaren Philip K. Dick. Ridley Scotts film Blade Runner från 1982 och uppföljaren Blade Runner 2049 från 2017 är löst baserade på boken men då den första filmens popularitet vida överstiger bokens ges även boken numera oftast ut under namnet Blade Runner. I Sverige är boken utgiven av Bokförlaget Bakhåll.

## Handling
Boken handlar om Rick Deckard, en androidjägare som har i uppdrag att "dra in", alltså döda, sex androider som kommit till jorden. Androider är som människor med undantaget att de inte kan känna empati. Androiderna å sin sida är övertygade om att empati inte existerar. Deckard bor på en jord där den regerande religionen är Mercerismen, som säger att man inte får döda några andra livsformer än de som dödar andra.